# Brasil na Copa do Mundo FIFA de 1978
A edição de 1978 da Copa do Mundo marcou a décima primeira participação da Seleção Brasileira de Futebol nessa competição. Era o único país a participar de todas as edições do torneio da FIFA, fato que persiste até a mais recente edição realizada da Copa, em 2022.
O Brasil começou o ciclo com Osvaldo Brandão. Após as conquistas da Taça do Atlântico 1976 e o Torneio Bicentenário dos Estados Unidos, o treinador foi substituído pelo militar Cláudio Coutinho. Os capitães foram Emerson Leão e Roberto Rivellino.
Apesar de ter terminado a competição invicta, e na 3ª posição, os atletas jamais receberam qualquer medalha, tornando-se a primeira e única vez em que uma Seleção que terminou na 3ª colocação não foi premiada. Segundo a CBF "não há registro de entrada ou recebimento das medalhas pelo 3º lugar na Copa do Mundo de 1978 na CBF. No acervo cadastrado, está apenas uma placa pela participação da Seleção Brasileira, independentemente da posição, dada a todos os participantes.

## Ciclo da Copa
Ainda durante a preparação para a Copa do Mundo de 1974 a imprensa especulou que Osvaldo Brandão poderia substituir Zagallo, como havia ocorrido na Copa do Mundo de 1970 com João Saldanha. Após a competição, Heleno de Barros Nunes presidente da CDB anunciou o favoritismo de Brandão por ser um técnico de "larga experiência e que já trabalhou na Argentina, com sucesso, e lá será disputado a copa de 78". Brandão foi confirmado para dirigir a seleção brasileira em 4 de fevereiro de 1975. Em sua primeira entrevista, Brandão declarou que o camisa dez era Zico. Na Copa América de 1975, por problemas de calendário, a CBD determinou que o Brasil seria representador por um combinado mineiro.
Aquela edição da Copa América ocorria no sistema de mata-mata, sem sede fixa. Classificada para as semifinais, a Seleção Brasileira enfrentou o Peru. O Brasil perdeu em casa por 3 a 1, mas venceu o jogo de volta em Lima por 2 a 0. Como não estava muito bem estabelecido no regulamento do torneio, para desempatar, não houve nem prorrogação, nem jogo extra, mas, sim, a sorte. O Brasil foi eliminado por um sorteio. O Jornal dos Sports criticou a defasagem dos treinadores brasileiros: "pensamos que os técnicos brasileiros precisam passar adiante. Mas entendemos a diferença entre querer e estar. Pode-se querer utilizar um sistema moderno e inédito, mas não estar conseguindo".
O Brasil foi com força máxima e conquistou a Taça do Atlântico 1976 e o Torneio Bicentenário dos Estados Unidos, com jogadores como Zico, Rivellino e Paulo Roberto Falcão. O Brasil estreou com um empate sem gols contra a Colômbia nas Eliminatórias da Copa do Mundo FIFA de 1978. Brandão foi novamente atacada por estar desatualizado: "Cada vez que fala-se em treino tático, ouve-se um silêncio angustiante. Enquanto as novas gerações de treinadores pesquisam e estudam" Brandão viveria de glórias passadas. Em 27 de fevereiro de 1977, Brandão deixou o cargo e, no mesmo dia, foi anunciado a contratação de Cláudio Coutinho. Brandão declarou: "Não, não foi um simples resultado de 0 a 0 que me fez renunciar. Afinal, fora de casa ganhamos um ponto e não perdemos. Renunciei para deixar tudo calmo na CBD. Estou com a consciência tranquila. Deixo o cargo sem problemas com ninguém. Nem com a imprensa carioca, como andam dizendo por aí. Não queria criar problema com ninguém. Nem ao almirante (numa provável alusão às recentes críticas do ministro Ney Braga, da Educação e Cultura). As minhas paradas ficam comigo mesmo... Mas acho que também não é este o momento oportuno de falar." Perguntado sobre Cláudio Coutinho na seleção, Brandão disse: "Não vou julgar ninguém. O que for para lá vai ter que trabalhar, e, pelo menos de minha parte, contará com todo o apoio".
A passagem de Brandão registrou 13 jogos, 10 vitórias, 2 empates e apenas uma derrota (79% de aproveitamento). Dois títulos conquistados e vitórias contra rivais expressivos, bateu a Argentina, que seria campeã do mundo, duas vezes. A estranha renuncia de Brandão, de ótimos resultados, levantou a suspeita de uma intervenção branca da Ditadura militar brasileira. Campeão brasileiro nos três anos anteriores, esperava-se que caso o cargo estivesse vago, Rubens Minelli fosse o treinador da Seleção Brasileira na Copa de 1978, na Argentina. Mas a CBD, presidida pelo militar Heleno Nunes, um almirante, preferiu Cláudio Coutinho, um o capitão.
Cláudio Coutinho prometeu um futebol vistoso, moderno. Estudioso do futebol, Coutinho introduziu conceitos como overlapping (o ato de os laterais subirem para o ataque para cobrir espaços deixados por pontas que se deslocam para o meio), ”ponto futuro” (o local onde o jogador deveria estar para receber a bola num lançamento) e “polivalência” (atribuída ao atleta versátil, capaz de executar mais de uma função em campo).
O Brasil conquistou as Eliminatórias da Copa do Mundo FIFA de 1978 - América do Sul e o título do Mundialito de Cali que estava em disputa para o campeão da competição.

### Campanha do Brasil nas Eliminatórias
O Brasil estreou na competição dirigido por Osvaldo Brandão e empatando em 0 a 0 com a Colômbia em Bogotá. Na segunda partida, já com Cláudio Coutinho no comando, o Brasil derrotou a Colômbia por 6 a 0 no Maracanã. Tabela Zico e Roberto e o Dinamite abriu o placar. 1 a 0. Paulo Cesar bateu falta na trave e Zico pegou o rebote. Roberto em jogada individual passou por três a ampliou. Roberto para Marinho Chagas. 4 a 0. Marinho Chagas de falta, 5 a 0. Rivellino tabelou com Paulo Cesar, recebeu na frente e driblou o goleiro. 6 a 0. Paraguai 0 a 1 Brasil em Assunção. Falcão jogou no lugar de Zico no meio de campo em relação ao jogo contra a Colômbia. Carlos Alberto Torres jogou de zagueiro e, junto com Rivellino, os únicos remanescentes do time titular de 1970. Paulo César chutou cruzado e o paraguaio pôs para dentro. 0 a 1. Brasil 1 a 1 Paraguai no Maracanã. Paulo Cesar tabelou com Rivellino e sofreu penalti, Roberto bateu. Solalinde cruzou e Baez empatou.
Na fase final disputada em Cali, o Brasil enfrentou o Peru, 1 a 0. Cerezo para Gil. No último jogo, Brasil 8 a 0 na Bolívia. Zico de falta. 1 a 0. Cerezo para Zico. 2 a 0. Roberto e Zico tabelaram e o Dinamite concluiu. 3 a 0. O zagueiro Rimazza fez penalti em Luis Pereira, Zico bateu. 4 a 0. Zico para Gil. 5 a 0. Rivellino para Zico. 6 a 0. Cerezo pegou o rebote do goleiro em chute de Zico. 7 a 0. Reinaldo de calcanhar para Marcelo. 8 a 0.